# Algèbre géométrique (structure)
Ne doit pas être confondu avec géométrie algébrique.
Pour les articles homonymes, voir « Algèbre (homonymie) » et notamment la branche de mathématiques appelée algèbre géométrique.

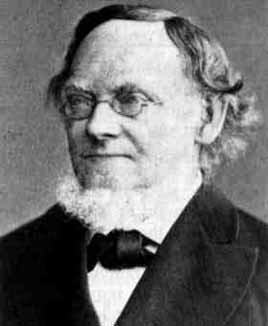
Hermann Grassmann

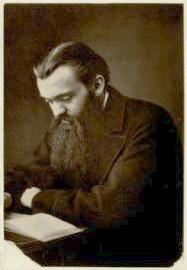
William Clifford

Une algèbre géométrique est, en mathématiques, une structure algébrique (algèbre de Clifford réelle) dotée d'une interprétation géométrique et physique mise au point par David Hestenes, reprenant les travaux de Hermann Günther Grassmann, William Rowan Hamilton et William Kingdon Clifford. 
Le but avoué de ce physicien théoricien, lauréat pour ses travaux de la médaille Oersted, est de fonder un langage propre à unifier les manipulations symboliques en physique, dont les nombreuses branches pratiquent aujourd'hui, pour des raisons historiques, des formalismes différents (tenseurs, matrices, torseurs, analyse vectorielle, utilisation de nombres complexes, spineurs, quaternions, formes différentielles…). Le nom choisi par David Hestenes (geometric algebra) est celui que Clifford voulait donner à son algèbre.
L'algèbre géométrique est utile dans les problèmes de physique qui impliquent des rotations, des phases ou des nombres imaginaires. Elle fournit une description compacte et intuitive de la mécanique quantique et classique, de la théorie électromagnétique, la relativité. Les applications actuelles de l'algèbre géométrique incluent la vision par ordinateur, la biomécanique ainsi que la robotique et la dynamique des vols spatiaux,. Selon Alan Macdonald, "l'algèbre géométrique n'est rien de moins qu'une nouvelle approche de la géométrie." L'application aux équations de Maxwell en est une illustration souvent reprise (voir paragraphe dédié en fin d'article).

## Histoire
En 1843, William Rowan Hamilton découvre les quaternions qu'il interprète géométriquement comme des vecteurs (à tort). Un an plus tard, Hermann Günther Grassmann introduit le produit intérieur et le produit extérieur qui permettent la construction d'algèbres opérant sur des objets géométriques. Enfin, en 1873 William Kingdon Clifford parvient à intégrer les résultats d'Hamilton et ceux de Grassmann dans une première formulation de l'algèbre géométrique.
La découverte de Clifford passe inaperçue, sans doute à cause du décès prématuré de son auteur, et les physiciens de la fin du XIXe siècle ne connaissant pas cet outil mathématique commencent à employer un autre système connu sous le nom de « calcul vectoriel ». Développé par Willard Gibbs et Oliver Heaviside, le calcul vectoriel a permis notamment de formuler clairement la théorie de l'électromagnétisme de James Clerk Maxwell, et s'est également révélé d'usage facile en mécanique classique. Ces succès en ont fait, jusqu'à ce jour, le système mathématique le plus utilisé en physique.
Au début du XXe siècle, la théorie de la relativité générale amène à reconnaître l'espace-temps de dimension 4. Le calcul vectoriel ne s'étend pas bien en dimension 4, une des raisons étant que le produit vectoriel n'est défini qu'en dimension 3. Les physiciens, n'ayant toujours pas connaissance des algèbres découvertes par Clifford, compensent les insuffisances du calcul vectoriel en introduisant divers systèmes mathématiques complémentaires.
Ce n'est que dans la deuxième moitié du XXe siècle que David Hestenes montra que l'algèbre géométrique est parfaitement adéquate en dimension 4 où elle se décline en algèbre de l'espace-temps (Space-Time Algebra) qui formalise élégamment et efficacement la relativité restreinte. Hestenes montre également qu'avec l'algèbre géométrique, l'électromagnétisme gagne en simplicité, et que la mécanique classique en dimension 3 bénéficie d'une meilleure gestion des rotations. Un autre résultat majeur obtenu par Hestenes est que la mécanique quantique peut être reformulée par l'algèbre géométrique sans nombres imaginaires et sans matrices, avec une interprétation géométrique.

## Définitions

### Algèbre géométrique
Il existe plusieurs définitions d'une algèbre géométrique, mais l'une des plus concises peut-être formulée ainsi:
Définition — Une algèbre géométrique est une algèbre associative unitaire sur un corps, engendrée par un sous-espace vectoriel dont tous les éléments ont pour carré un scalaire.

Avec cette définition, l'algèbre géométrique, le corps et le sous-espace vectoriel sont notés respectivement {\displaystyle {\mathcal {G}}}, {\displaystyle \mathbb {K} } et {\displaystyle {\mathcal {V}}}. La dernière condition exprimée dans la définition s'écrit alors: 
Hestenes a exprimé sa forte réticence à considérer le cas d'une algèbre sur le corps des complexes.
En fait, dans Hestenes, Li et Rockwood 2001, le corps des scalaires est bel et bien choisi égal au corps des réels. La définition la plus générale a ici été présentée mais dans le reste de cet article, sauf mention contraire, on supposera {\displaystyle \mathbb {K} =\mathbb {R} }. Dans ce même ouvrage, Hestenes impose aussi à {\displaystyle {\mathcal {V}}} une dimension finie n. Dans ce cas, {\displaystyle {\mathcal {V}}} et {\displaystyle {\mathcal {G}}} peuvent être notés respectivement {\displaystyle {\mathcal {V}}^{n}} et {\displaystyle {\mathcal {G}}_{n}} (ou {\displaystyle {\mathcal {G}}({\mathcal {V}}^{n})}).
Dans cet article, {\displaystyle {\mathcal {V}}} est de dimension quelconque, mais dans le cas où cette dimension est infinie, elle sera tout de même supposée dénombrable pour faciliter les notations.
L'opération de multiplication dans une algèbre géométrique est appelée produit géométrique.  Elle est le plus souvent notée sans symbole, par simple juxtaposition des opérandes.  Cependant certains auteurs, notamment Eric Lengyel (en), préconisent l'utilisation du symbole unicode U+27D1 : ⟑ .
Lorsque {\displaystyle {\mathcal {V}}} est de dimension finie, et que le carré de tout élément de {\displaystyle {\mathcal {V}}} est positif, il sera vu plus loin que {\displaystyle {\mathcal {V}}} est alors dotée d'une structure d'espace vectoriel euclidien.  On pourra alors parler de « cas euclidien ».

### Algèbre de Clifford
La donnée d'un espace vectoriel {\displaystyle {\mathcal {V}}} et d'une forme quadratique {\displaystyle {\mathcal {Q}}} sur {\displaystyle {\mathcal {V}}} permet de construire une algèbre associative unitaire dans laquelle {\displaystyle {\mathcal {V}}} est plongée, dite générée par {\displaystyle {\mathcal {V}}} sous la condition {\displaystyle v^{2}={\mathcal {Q}}(v)}. Cette algèbre est ce qu'on appelle l'algèbre de Clifford associé à {\displaystyle {\mathcal {Q}}}, notée {\displaystyle {\mathcal {C}}l({\mathcal {V}},{\mathcal {Q}})}.
Si une algèbre de Clifford requiert une forme quadratique pour sa définition, on verra plus loin qu'inversement, une algèbre géométrique permet de définir de façon unique une forme quadratique à partir du produit géométrique. La notion d'algèbre géométrique est donc identique à celle d'algèbre de Clifford, la seule différence étant l'ordre de présentation : une algèbre de Clifford est définie à partir d'un espace vectoriel et d'une forme quadratique, tandis qu'une algèbre géométrique est définie à partir d'une algèbre et d'un sous-espace vectoriel particulier. C'est pourquoi de nombreuses sources définissent purement et simplement les algèbres géométriques comme des algèbres de Clifford, assimilant exactement les deux concepts.

### Vecteur
Même si {\displaystyle {\mathcal {G}}} est en tant qu'algèbre doté d'une structure d'espace vectoriel, David Hestenes réserve le mot vecteur aux éléments de {\displaystyle {\mathcal {V}}}. Dans cet article, en règle générale, les vecteurs seront notés en bas de casse gras.

#### Produits intérieur et extérieur
À partir du produit géométrique de deux vecteurs a et b, on définit deux nouveaux produits, dont le premier est symétrique et le second antisymétrique:
a • b est appelé produit intérieur, a ∧ b est appelé produit extérieur. La littérature scientifique francophone utilise aussi le chevron (∧) pour désigner le produit vectoriel. Cette ambiguïté n'existe pas dans la littérature anglophone car le produit vectoriel y est désigné par le symbole ×.

Démonstration :

Le produit extérieur est généralisé à k vecteurs par la définition suivante :
où {\displaystyle {\mathfrak {S}}_{k}} est le groupe des permutations d'indice k. Si r = 2, cela se réduit au produit extérieur de deux vecteurs définis précédemment.   
Il sera vu plus loin que le produit intérieur correspond au produit scalaire usuel.  Quant au produit extérieur, bien que ce n'est pas démontré dans cet article, il correspond au produit extérieur tel que définit dans l'article algèbre extérieure.  Cette identité justifie l'utilisation de la même terminologie et de la même notation.

#### Décomposition canonique
Pour deux vecteurs a et b, on a la relation suivante, qui constitue la décomposition dite canonique du produit géométrique de deux vecteurs :
{\displaystyle \mathbf {a} \cdot \mathbf {b} } et {\displaystyle \mathbf {a} \wedge \mathbf {b} } sont respectivement appelés partie scalaire et partie bivectorielle du produit géométrique ab.  Cette terminologie est justifiée par les observations précédentes, quant à la nature des produits intérieurs et extérieurs.

### Multivecteur
Les éléments de {\displaystyle {\mathcal {G}}} sont appelés multivecteurs. Hestenes utilise aussi parfois l'expression directed number, qu'on peut traduire par nombre orienté. Cependant, le terme multivecteur semble prévaloir dans les publications récentes.

#### Verseur
Un verseur (versor en anglais) est un multivecteur qui peut être écrit comme produit géométrique de vecteurs non nuls.  Le nombre de vecteurs formant par produit géométrique un verseur donné est minoré par ce qu'on appelle son grade.
Comme il sera vu plus loin dans cet article, les verseurs sont à la base de la plupart des applications de l'algèbre géométrique, car leur exponentiation permet de générer notamment les isométries dans le cas euclidien.

#### Base canonique
On considère une base {\displaystyle (\mathbf {e} _{1},\mathbf {e} _{2},...)} de {\displaystyle {\mathcal {V}}}  qui soit orthonormée pour le produit intérieur. On peut en trouver une en appliquant l'Algorithme de Gram-Schmidt sur une base de {\displaystyle {\mathcal {V}}} avec le produit intérieur, qui est une forme bilinéaire symétrique, même si le produit intérieur n'est pas un Produit scalaire si un élément de {\displaystyle {\mathcal {V}}} est de carré négatif ou nul.
Deux vecteurs différents de cette base orthonormée étant de produit intérieur nul, ils anti-commutent, d'où la définition de la base canonique suivante.
Une base canonique est une base de {\displaystyle {\mathcal {G}}} (vu en tant qu'espace vectoriel) telle qu'il existe une base orthonormée {\displaystyle (\mathbf {e} _{1},\mathbf {e} _{2},...)} de {\displaystyle {\mathcal {V}}} dans laquelle les éléments de la base canonique peuvent s'écrire :
où {\displaystyle J=(\sigma _{1},\sigma _{2}\ldots \sigma _{k})} est une suite finie et strictement croissante d'entiers positifs.

### Dimension finie
Les définitions de cette sous-section ne sont valables que lorsque {\displaystyle {\mathcal {V}}} est de dimension finie n.

#### Pseudoscalaire
Un pseudoscalaire est un verseur dont le grade n est égal à la dimension de l'espace.
Tous les pseudoscalaires sont multiples les uns des autres, c'est-à-dire que {\displaystyle \mathrm {dim} {\mathcal {G}}_{n}=\mathrm {dim} {\mathcal {G}}_{0}=1}
Tous les pseudoscalaires unitaires, notés {\displaystyle I_{\sigma }}, sont égaux à un signe moins près. Cette quasi-unicité justifie une notation indépendante du choix des vecteurs {\displaystyle \mathbf {\sigma } }, ainsi que l'utilisation de l'article défini.
Le pseudoscalaire unitaire est donc défini par :

#### Dualité
La dimension finie permet de fixer une dualité, et avec elle un opérateur d'intersection ({\displaystyle \vee }) tel que l'intersection de deux multivecteurs est, à un facteur de proportionnalité près, le dual du produit extérieur des duaux.
Il existe plusieurs choix de dualité, comme la dualité de Poincaré et la dualité de Hodge.

### Analyse multivectorielle
Tout comme la donnée d'un espace vectoriel permet l'analyse vectorielle, c'est-à-dire l'étude du calcul infinitésimal pour des fonctions définies sur cet espace vectoriel à valeurs scalaires ou vectorielles, la donnée d'une algèbre géométrique, dont les éléments sont appelés multivecteurs, permet l'analyse dite multivectorielle des fonctions définies sur {\displaystyle {\mathcal {V}}} mais à valeurs cette fois potentiellement multivectorielles. Les anglophones, à l'instar d'Hestenes, parlent de geometric calculus ou multivector calculus, tout comme ils parlent de vector calculus pour désigner ce que les francophones appellent analyse vectorielle.

## Propriétés

### Symétrie et antisymétrie des produits intérieur et extérieur
Les produits intérieur et extérieur de deux vecteurs sont, par construction, respectivement symétrique et antisymétrique :
Plus généralement, le produit extérieur de plusieurs vecteurs est antisymétrique :

### Caractérisation algébrique de notions géométriques

#### Colinéarité et orthogonalité
Théorème — Deux vecteurs sont colinéaires si et seulement si leur produit extérieur est nul.
Cette observation, ajoutée à la définition de l'orthogonalité, permet de déduire les deux propriétés fondamentales suivantes :
Caractérisation algébrique de l'orthogonalité et de la colinéarité — 
- Deux vecteurs sont orthogonaux si et seulement si ils anti-commutent.
- Deux vecteurs sont colinéaires si et seulement si ils commutent.

C'est-à-dire :

#### Indépendance linéaire
Une généralisation de la caractérisation algébrique de la colinéarité existe pour l'indépendance linéaire. En effet, {\displaystyle k} vecteurs {\displaystyle (\mathbf {a} _{1},\mathbf {a} _{2}\ldots ,\mathbf {a} _{k})} sont linéairement indépendants si et seulement si leur produit extérieur est non nul. Ou, de façon équivalente, ils sont linéairement dépendants si et seulement si leur produit extérieur est nul :

### Identité de Jacobi
On définit le commutateur de deux multivecteurs  
On a alors 

### Structures remarquables

#### Espace quadratique
Puisque le produit intérieur de deux vecteurs est un scalaire et qu'il est distributif et symétrique, il constitue une forme quadratique sur {\displaystyle {\mathcal {V}}} et confère ainsi aux vecteurs de l'algèbre géométrique une structure quadratique naturelle.
Dans le cas défini précédemment comme euclidien, le produit intérieur est en outre défini positif, et satisfait donc aux conditions nécessaires et suffisantes pour définir un produit scalaire, rendant ainsi la structure quadratique euclidienne, d'où l'appellation « cas euclidien ». Dans ce cas, les notions de norme et d'orthogonalité définies précédemment coïncident respectivement avec les notions de norme euclidienne et d'orthogonalité au sens euclidien.

#### Algèbre extérieure
Le produit extérieur fournit (en oubliant le produit géométrique dont il est issu) une définition alternative de l'algèbre extérieure de {\displaystyle {\mathcal {V}}} :
Le vocabulaire de l'algèbre géométrique recoupe donc celui des algèbres extérieures. Par exemple, une lame de grade {\displaystyle k} est aussi appelée multivecteur de grade k, k-multivecteur ou encore k-vecteur.

#### Sous-algèbres complexes
Le carré de tout bivecteur unitaire (e1e2) construit à partir de deux vecteurs de signatures identiques, est égal à –1 :
Dès lors, la sous-algèbre engendrée par le couple (1, e1e2) est un corps isomorphe au corps des complexes. Cet isomorphisme justifie alors la notation :
de telle sorte qu'on a :
Ce résultat peut en fait être généralisé à toutes les lames unitaires dont le carré est égal à -1. Elles génèrent chacune avec la lame unitaire de grade nul un corps isomorphe au corps des complexes. C'est par exemple le cas pour le pseudoscalaire unitaire dans le cas euclidien de dimension 3 :
Une lame unitaire de grade 1, c'est-à-dire un vecteur unitaire, peut aussi engendrer un corps isomorphe au corps des complexes. Il faut et suffit pour cela que sa signature soit négative. C'est notamment le cas lorsque la structure quadratique n'est pas euclidienne, mais Lorentzienne. Par ailleurs, lorsqu'il existe au moins deux vecteurs de signatures différentes, il est possible de construire un bivecteur unitaire j tel que j2 = +1, et la sous-algèbre qu'il engendre avec l'unité est alors isomorphe au corps des nombres complexes déployés, donnant au sous-espace correspondant une structure géométrique hyperbolique.

#### Quaternions
Dans le cas particulier où n = 3, on peut former trois bivecteurs unitaires :
{\displaystyle i=\mathbf {e} _{1}\mathbf {e} _{2},\quad j=\mathbf {e} _{2}\mathbf {e} _{3}\quad {\rm {et}}\quad k=\mathbf {e} _{1}\mathbf {e} _{3}.}
Dans le cas euclidien, on a de plus :
{\displaystyle i^{2}=j^{2}=k^{2}=ijk=-1,}
si bien que la sous-algèbre engendrée par (1, i, j, k) est isomorphe au corps des quaternions.
i, j et k ne sont pas exactement les bivecteurs unitaires naturellement générés par la base orthonormale. En effet, on a bien i = e1 e2, j = e2 e3, mais par contre k = –e3 e1. Dans sa thèse de doctorat, Richard Wareham mentionne cette différence et y voit la cause de certaines erreurs de signe apparaissant parfois avec l'utilisation des quaternions.  Ce sujet est aussi abordé par Chris Doran.

#### Algèbre de Lie
{\displaystyle {\mathcal {G}}^{2}} est stable par commutateurs. À ce titre, et compte tenu de l'identité de Jacobi, il forme une algèbre de Lie.

### Inversibilité
Une algèbre géométrique hérite de sa structure d'anneau unitaire la notion d'inverse : un élément A est dit inversible s'il existe un élément A−1 (qui est alors unique) tel que
Lorsque {\displaystyle {\mathcal {V}}} est non dégénéré, tout vecteur de {\displaystyle {\mathcal {V}}} est inversible :
Toujours dans le cas non dégénéré, les verseurs sont eux aussi inversibles, comme produits d'inversibles.  Le calcul de l'inverse d'un verseur passe par celui de sa réversion, c'est-à-dire le verseur qui est le produit extérieur des mêmes vecteurs, mais dans l'ordre inverse.

### Identités remarquables
Les identités remarquables suivantes sont mentionnées dans McDonald 2015. Toutes ne sont pas relevées du fait de notations légèrement différentes.
{\displaystyle {\begin{aligned}A\cdot (B\cdot C)&=(A\wedge B)\cdot C\\(\mathbf {a} \wedge \mathbf {b} )\cdot (\mathbf {c} \wedge \mathbf {d} )&=(\mathbf {a} \cdot \mathbf {d} )(\mathbf {b} \cdot \mathbf {c} )-(\mathbf {a} \cdot \mathbf {c} )(\mathbf {b} \cdot \mathbf {d} )\\\mathbf {a} \cdot (\mathbf {bc} )&=(\mathbf {a} \cdot \mathbf {b} )\mathbf {c} -(\mathbf {a} \cdot \mathbf {c} )\mathbf {b} \\\mathbf {a} \cdot (\mathbf {b} \wedge \mathbf {c} )&=(\mathbf {a} \cdot \mathbf {b} )\mathbf {c} -\mathbf {b} (\mathbf {a} \cdot \mathbf {c} )\end{aligned}}}

## Interprétation géométrique
Le produit géométrique d'une paire de vecteurs unitaires {\displaystyle \mathbf {a} ,\mathbf {b} \,(|\mathbf {a} |=|\mathbf {b} |=1)\,}
est noté U et est appelé tourneur:
Le nom tourneur est justifié par le fait que {\displaystyle U} représente une rotation vectorielle.

## Algèbre géométrique conforme et algèbre géométrique projective
Un espace vectoriel, même muni d'un produit scalaire, n'est pas, à lui seul, approprié pour modéliser l'espace usuel, c'est-à-dire l'espace euclidien. En effet, il faut pouvoir distinguer les concepts de points et de vecteurs. Pour cela, plusieurs modèles existent, les plus notables étant l'espace affine et la géométrie projective.
Tandis que la géométrie projective ajoute une dimension supplémentaire, faisant de l'espace usuel un hyperplan, l'algèbre géométrique conforme est un modèle de l'espace euclidien basé sur l'algèbre géométrique qui ajoute non pas une mais deux dimensions supplémentaires. Ces deux dimensions ayant la structure d'un espace de Minkowski, l'espace usuel devient alors une en:horosphere (en).
Un autre modèle est l'algèbre de Clifford {\displaystyle {\mathcal {C}}l_{2,0,1}}pour le plan par exemple.

## Applications

### Relativité restreinte et électromagnétisme
Un exemple utile est {\displaystyle \mathbb {R} _{3,1}}, et la façon dont il engendre {\displaystyle {\mathcal {G}}_{3,1}}, un exemple d'algèbre géométrique qu'Hestenes appelle algèbre de l'espace-temps. Cette algèbre est dotée d'une base de vecteurs le plus souvent notés {\displaystyle (\mathbf {\gamma } _{0},\mathbf {\gamma } _{1},\mathbf {\gamma } _{2},\mathbf {\gamma } _{3})} telle que :
{\displaystyle \mathbf {\gamma } _{0}^{2}=-1,\qquad \mathbf {\gamma } _{1}^{2}=\mathbf {\gamma } _{2}^{2}=\mathbf {\gamma } _{3}^{2}=+1}
{\displaystyle (\mathbf {\gamma } _{1},\mathbf {\gamma } _{2},\mathbf {\gamma } _{3})} constitue une base orthonormée de l'espace euclidien usuel. {\displaystyle \mathbf {\gamma } _{0}} est quant à lui le vecteur séparant deux événements d'une unité de temps.
Le champ électromagnétique, dans ce contexte, s'avère être un champ bivectoriel pour lequel les champs électriques et magnétiques caractérisent les parties respectivement spatio-temporelles (c'est-à-dire contenant la direction temporelle) et purement spatiales (bivecteurs dirigés par deux directions de l'espace usuel) :
ou, de façon plus détaillée :
{\displaystyle {\begin{aligned}F&=(\mathbf {E} +\mathbf {\gamma } _{0}\mathbf {\gamma } _{1}\mathbf {\gamma } _{2}\mathbf {\gamma } _{3}\mathbf {B} )\mathbf {\gamma } _{0}\\&=\mathbf {E} \mathbf {\gamma } _{0}-\mathbf {B} \mathbf {\gamma } _{1}\mathbf {\gamma } _{2}\mathbf {\gamma } _{3}\\&=E^{k}\mathbf {\gamma } _{k}\mathbf {\gamma } _{0}-B^{k}\mathbf {\gamma } _{k}\mathbf {\gamma } _{1}\mathbf {\gamma } _{2}\mathbf {\gamma } _{3}\\&=E^{k}\mathbf {\gamma } _{k}\mathbf {\gamma } _{0}-(B^{1}\mathbf {\gamma } _{2}\mathbf {\gamma } _{3}+B^{2}\mathbf {\gamma } _{3}\mathbf {\gamma } _{1}+B^{3}\mathbf {\gamma } _{1}\mathbf {\gamma } _{2}).\end{aligned}}}
On peut alors montrer que les équations de Maxwell traduisent le fait que le quadrivecteur courant {\displaystyle J=\rho \mathbf {\gamma } _{0}+\mathbf {j} } dérive de ce champ bivectoriel :
{\displaystyle \nabla } désigne ici le gradient au sens de l’algèbre géométrique, c'est-à-dire tel que défini plus haut : {\displaystyle \nabla =\mathbf {\gamma } ^{\mu }\partial _{\mu }}. L'expression détaillée de cet opérateur requiert le calcul de {\displaystyle \mathbf {\gamma } ^{0}}. Comme par définition {\displaystyle \mathbf {\gamma } ^{0}\cdot \mathbf {\gamma } _{0}=1}, on a {\displaystyle \mathbf {\gamma } ^{0}=-\mathbf {\gamma } _{0}}, de telle sorte que {\displaystyle \nabla } s'écrit :
{\displaystyle \nabla =-\mathbf {\gamma } _{0}\partial _{0}+\mathbf {\gamma } _{1}\partial _{1}+\mathbf {\gamma } _{2}\partial _{2}+\mathbf {\gamma } _{3}\partial _{3}.}
La force de Lorentz s'écrit quant à elle {\displaystyle q\mathbf {u} \cdot F}, où {\displaystyle q} et {\displaystyle \mathbf {u} } sont la charge électromagnétique et la quadrivitesse, de telle sorte que l'équation du mouvement s'écrit, en considérant la quadri-impulsion {\displaystyle \mathbf {p} } :
Les accélérations dans cet espace métrique lorentzien ont la même expression {\displaystyle e^{\mathbf {\beta } }} que la rotation dans l'espace euclidien, où {\displaystyle \mathbf {\beta } } est bien sûr le bivecteur engendré par le temps et les directions d'espace impliquées, considérant dans le cas euclidien que c'est le bivecteur engendré par les deux directions d'espace, renforçant l'« analogie » de la quasi-identité.

### Infographie
En 2014, il existe au moins une compagnie utilisant l'algèbre géométrique en infographie, et plus particulièrement dans l'industrie du jeu vidéo. Il s'agit de en:Geomerics (en), fondée en 2005 notamment par en:Chris J. L. Doran (en), docteur en physique. Doran a déclaré avoir fondé Geomerics précisément dans le but de trouver d'autres manières d'attirer l'attention de la communauté scientifique vers les méthodes de l'algèbre géométrique.
En mars 2014, la société Unity Technologies a entamé une collaboration avec Geomerics pour l'intégration de leur moteur de rendu d'illumination globale en temps réel au sein de la cinquième version du moteur Unity.